# James D. Bindenagel

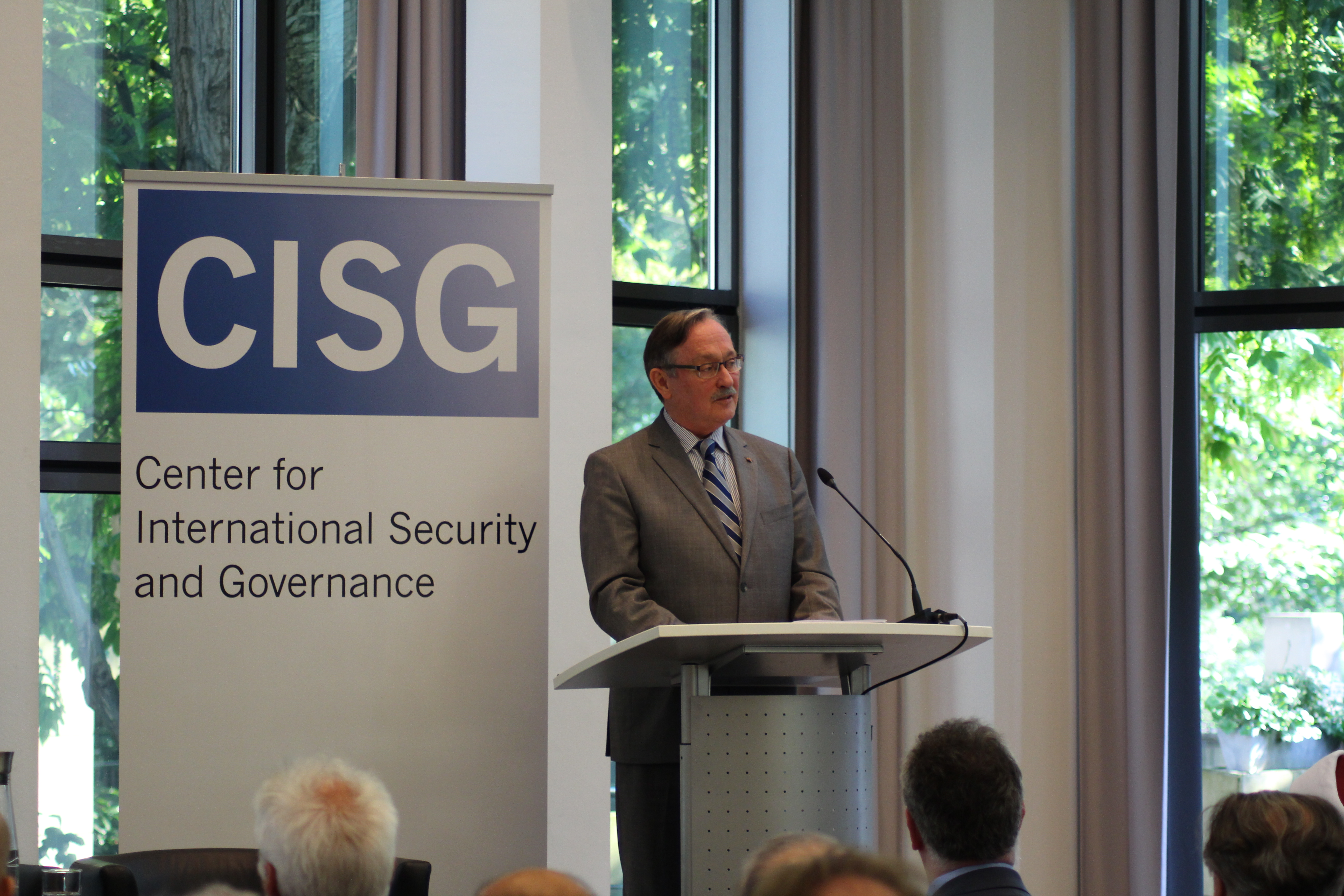
Bindenagel während eines Vortrags am Center for International Security and Governance der Universität Bonn (2016)

James D. Bindenagel (* 30. Juni 1949 in Huron, South Dakota) ist ein US-amerikanischer Politikwissenschaftler und ehemaliger Diplomat, der 1996 und 1997 als Geschäftsträger a. i. die US-Botschaft in Bonn leitete.

## Leben
James D. Bindenagel  studierte Politikwissenschaft an der University of Illinois in Urbana, wo er 1971 einen B.A. und 1977 einen M.A.-Abschluss in Public Administration machte. Bindenagel war von 1972 bis 2002 im diplomatischen Dienst der USA. Als Soldat der US Army war er von 1972 bis 1974 in Würzburg stationiert. Nach einer Abordnung nach Seoul war er von 1977 bis 1979 Konsul in Bremen.
Nach weiteren Tätigkeiten im Außenministerium der USA war er 1989/90 leitender Diplomat (Deputy American Ambassador) in der amerikanischen Botschaft bei der DDR in Ost-Berlin. 1991/92 fungierte er als Manager bei Rockwell International. Zwischen 1992 und 1994 war er Central European Director im State Department in Washington, D.C. Ab 1994 war er in der amerikanischen Botschaft in Bonn Stellvertreter des Botschafters. Vom 17. Juni 1996 bis 10. September 1997 leitete er die Bonner US-Botschaft als Geschäftsträger a. i. (chargé d’affaires).
Bindenagel verhandelte anschließend die erweiterte Mitgliedschaft Deutschlands im NATO-Bündnis. Ab 1999 war er im Range eines Botschafters an den Verhandlungen über die internationalen Verträge zu einer deutschen Zwangsarbeiterentschädigung beteiligt. Bindenagel wirkt in einer Vielzahl halbstaatlicher und privater Organisationen und ist u. a. Mitglied im Verwaltungsrat des Woodrow Wilson International Center for Scholars, der Arthur F. Burns Fellowship und des  American Jewish Committee Berlin sowie Mitglied im American Council on Germany, American Institute for Contemporary German Studies (AICGS) und in der Deutschen Gesellschaft für Auswärtige Politik. Als Lobbyist der DePaul University wirkt er auf die kommunale Bildungspolitik Chicagos ein.
2014 wurde Bindenagel auf den neu eingerichteten Lehrstuhl für Internationale Beziehungen und Völkerrechtsordnung an der Universität Bonn berufen. Es handelt sich um eine Stiftungsprofessur zu Ehren des früheren US-Außenministers Henry Kissinger, die vom Bundesverteidigungsministerium und Auswärtigen Amt gemeinsam finanziert wird. Die Professur ist ob der Widmung an Henry Kissinger umstritten. Zusätzlich wurde in der deutschen Presse Bindenagels akademische Qualifikation für eine Professur angezweifelt. Im Sommersemester 2020 bot er am Lehrstuhl von Matthias Herdegen mit diesem gemeinsam und Ulrich Schlie an der Rheinischen Friedrich-Wilhelms-Universität Bonn ein Seminar zu aktuellen Herausforderungen im Völkerrecht an. Inhalt dieses Seminars sind unter anderem das Übereinkommen von Paris und der Fall Soleimani.
Bindenagel erhielt den State Department’s Distinguished Service Award, das  Große Bundesverdienstkreuz der Bundesrepublik Deutschland und den Presidential Meritorious Service Award.

## Schriften (Auswahl)
- The German Experience. In:  M. Cherif Bassiouni (Hrsg.): Pursuit of international criminal justice: a world study on conflicts, victimization and post-conflict justice Pursuit of International Criminal Justice : a World Study on Conflicts, Victimization and Post-conflict Justice. Intersentia, Antwerpen 2010, S. 709–733.
- Erinnerung, Verantwortung und Zukunft. Die Erfüllung des Versprechens von Gerechtigkeit durch würdige Zahlungen. In: Dieter Stiefel: Die politische Ökonomie des Holocaust : zur wirtschaftlichen Logik von Verfolgung und „Wiedergutmachung“. Verlag für Geschichte und Politik, Wien 2001.
- Afghanistan: The German Factor, in: Institute for National Strategic Studies (INSS) (Hrsg.): PRISM, Band 1, Heft 4, 2010, S. 95–112
- (Mhrsg.): The German Remembrance Fund and the issue of forced and slave labor. Washington, D.C.: Friedrich-Ebert-Stiftung, 2001
- (Hrsg.): Proceedings. Washington Conference on Holocaust Era Assets. Nov. 30 – Dec. 3, 1998. Washington, D. C.: GPO 1999
- James Bindenagel, Matthias Herdegen, Karl Kaiser (Hrsg.): Internationale Sicherheit im 21. Jahrhundert: Deutschlands Internationale Verantwortung. Internationale Beziehungen. Theorie und Geschichte 13. V&R unipress, Bonn University Press 2016 (Online) (auch als die Nr. 1 von Contemporary Issues in International Security and Strategic Studies, ebd. 2017, Online)
- Germany from Peace to Power. 2020